# .mh
.mh (Ilhas Marshall) é o código TLD (ccTLD) na Internet para as Ilhas Marshall.